# El Guettar (Tunisie)
Pour les articles homonymes, voir El Guettar.
El Guettar ou El Kettar (arabe : الڨطار) est une ville située à une vingtaine de kilomètres au sud-est de Gafsa.
Rattachée administrativement au gouvernorat de Gafsa, elle constitue une municipalité comptant 14 088 habitants en 2014.
La ville s'est développée à proximité d'une oasis de 450 hectares située au pied du massif montagneux du djebel Orbata (1 165 mètres) et à proximité d'une sebkha. L'oasis est notamment connue pour ses pistachiers.
La ville se trouve sur le territoire de la confédération de tribus des Hamama.

## Histoire

### Préhistoire

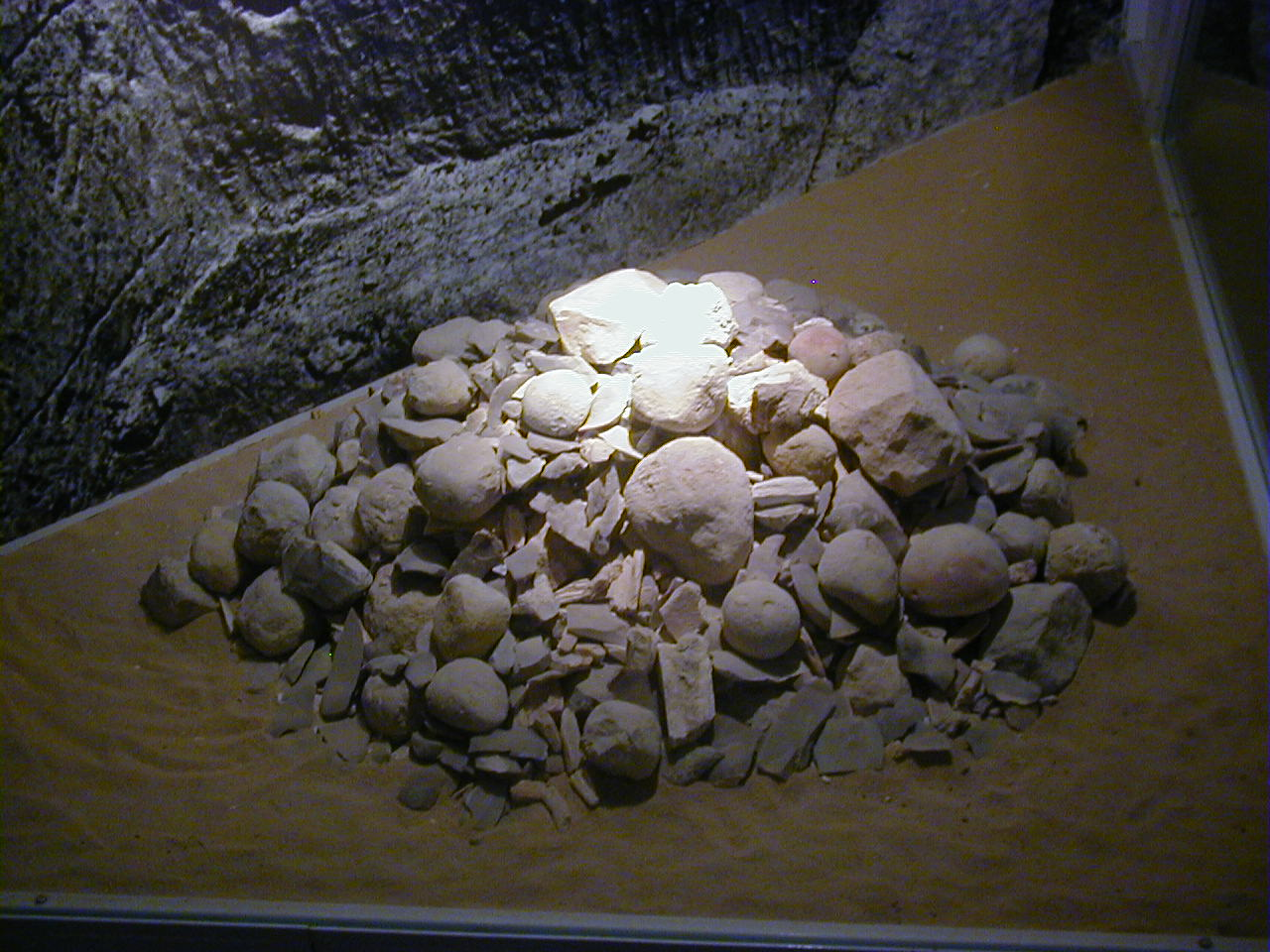
Hermaïon d'El Guettar exposé au musée national du Bardo.

Le site moustérien d'El Guettar (vieux de plus de 40 000 ans) a livré une structure formée par un amas de pierres rondes disposées en un cône d'environ 75 centimètres de haut pour un diamètre de 130 centimètres. Ces pierres rondes, en calcaire ou en silex, sont parfois façonnées. Elles sont associées à des ossements d'animaux, des dents et des objets de silex taillé moustériens ainsi qu'une pointe pédonculée atérienne. Michel Gruet, l'archéologue qui l'a découverte, interprète cette structure comme un édifice réalisé en offrande à la source voisine, aujourd'hui asséchée, et traduisant un sentiment religieux ou magique,. Elle est connue sous le nom d'Hermaïon d'El Guettar, par référence aux tas de pierre édifiés dans l'Antiquité en relation avec le culte d'Hermès, et se trouve exposée au musée national du Bardo.
Sous le moustérien figure l'atérien, séparé de la première par 1,4 m de dépôts stériles.

### Époque moderne
La ville est connue dans l'histoire contemporaine pour avoir été le lieu de la bataille d'El Guettar, épisode de la Seconde Guerre mondiale dans le cadre de la campagne de Tunisie, le 23 mars 1943.